# نمک حلال
نمک حلال (هندی: नमक हलाल) یک فیلم است که در سال ۱۹۸۲ منتشر شد. از بازیگران آن می‌توان به آمیتاب باچان، اسمیتا پاتیل، پروین بابی، و شاشی کاپور اشاره کرد.